# Christer Allgårdh
Christer Allgårdh (* 20. Februar 1967 in Borås) ist ein ehemaliger schwedischer Tennisspieler.

## Karriere
Allgårdh gewann 1979 und 1981 jeweils den schwedischen Juniorentitel. Er erreichte 1984 beim Juniorenturnier der French Open das Viertelfinale und beim Juniorenturnier von Wimbledon durch einen Sieg über Thomas Muster das Achtelfinale.
1983 wurde er Tennisprofi und spielte zunächst auf der ATP Challenger Tour. Er stand im Finale der Challenger-Turniere von Bergen, Knokke-Heist, Tampere und Hanko. 1987 gewann er an der Seite von Ulf Stenlund in Bari seinen ersten Doppeltitel auf der ATP Tour. 1992 folgte sein zweiter und letzter Titel in Guarujá. Seine höchsten Notierungen in der Tennisweltrangliste erreichte er 1988 mit Position 101 im Einzel sowie 1991 mit Position 93 im Doppel. Im Einzel konnte er sich nie für ein Grand-Slam-Turnier qualifizieren. Seine besten Ergebnisse im Doppel waren Zweitrundenteilnahmen bei den French Open und in Wimbledon im Jahr 1993.
Nach dem Ende seiner Profikarriere spielte er 2003 auf der ITF Senior Tour, er erreichte dort als beste Notierung Position 45.

## Erfolge
| Legende                       |
| Grand Slam                    |
| Tennis Masters Cup            |
| ATP Masters Series            |
| ATP International Series Gold |
| ATP International Series (2)  |
| ATP Challenger Series (5)     |

| ATP-Titel nach Belag |
| Hartplatz (1)        |
| Sand (1)             |
| Rasen (0)            |
| Teppich (0)          |

### Einzel

#### Turniersiege

##### Challenger Tour
| Nr. | Datum           | Turnier | Belag | Finalgegner          | Ergebnis      |
| --- | --------------- | ------- | ----- | -------------------- | ------------- |
| 1.  | 19. August 1990 | Pescara | Sand  | Germán López Montoya | 4:6, 6:3, 6:4 |

### Doppel

#### Turniersiege

##### ATP Tour
| Nr. | Datum            | Turnier | Belag     | Partner        | Finalgegner                   | Ergebnis      |
| --- | ---------------- | ------- | --------- | -------------- | ----------------------------- | ------------- |
| 1.  | 12. April 1987   | Bari    | Sand      | Ulf Stenlund   | Roberto Azar Marcelo Ingaramo | 2:6, 7:5, 7:5 |
| 2.  | 1. November 1992 | Guarujá | Hartplatz | Carl Limberger | Diego Pérez Francisco Roig    | 6:4, 6:3      |

##### Challenger Tour
| Nr. | Datum          | Turnier           | Belag | Partner         | Finalgegner                           | Ergebnis      |
| --- | -------------- | ----------------- | ----- | --------------- | ------------------------------------- | ------------- |
| 1.  | 15. März 1992  | Santiago de Chile | Sand  | Jacco van Duyn  | Luis Lobo Martin Stringari            | 4:6, 7:6, 7:5 |
| 2.  | 5. Juli 1992   | Sevilla           | Sand  | Tomas Nydahl    | Sergio Cortés César Kist              | 6:3, 6:2      |
| 3.  | 9. August 1992 | Ribeirão Preto    | Sand  | Maurice Ruah    | Lan Bale Brendan Curry                | 2:6, 7:5, 6:4 |
| 4.  | 11. Juli 1993  | Eisenach          | Sand  | Dmytro Poljakow | Wladimer Gabritschidse Andrei Merinow | 6:7, 6:4, 6:4 |

#### Finalteilnahmen
| Nr. | Datum             | Turnier           | Belag     | Partner        | Finalgegner                | Ergebnis |
| --- | ----------------- | ----------------- | --------- | -------------- | -------------------------- | -------- |
| 1.  | 12. November 1992 | São Paulo         | Hartplatz | Carl Limberger | Diego Pérez Francisco Roig | 2:6, 6:7 |
| 2.  | 31. Oktober 1993  | Santiago de Chile | Sand      | Brian Devening | Mike Bauer David Rikl      | 6:7, 4:6 |